# 神岡鉱
神岡鉱（かみおかこう、 Kamiokite）は、1975年に旧地質調査所の鉱床学者佐々木昭などにより、岐阜県の神岡鉱山で発見された新鉱物で、1985年に記載論文が発表された。化学組成はFe2Mo3O8で、六方晶系。神岡鉱床の花崗斑岩に伴う石英脈中に、輝水鉛鉱などと共に見られる。